# Catedral de San Juan (Macerata)

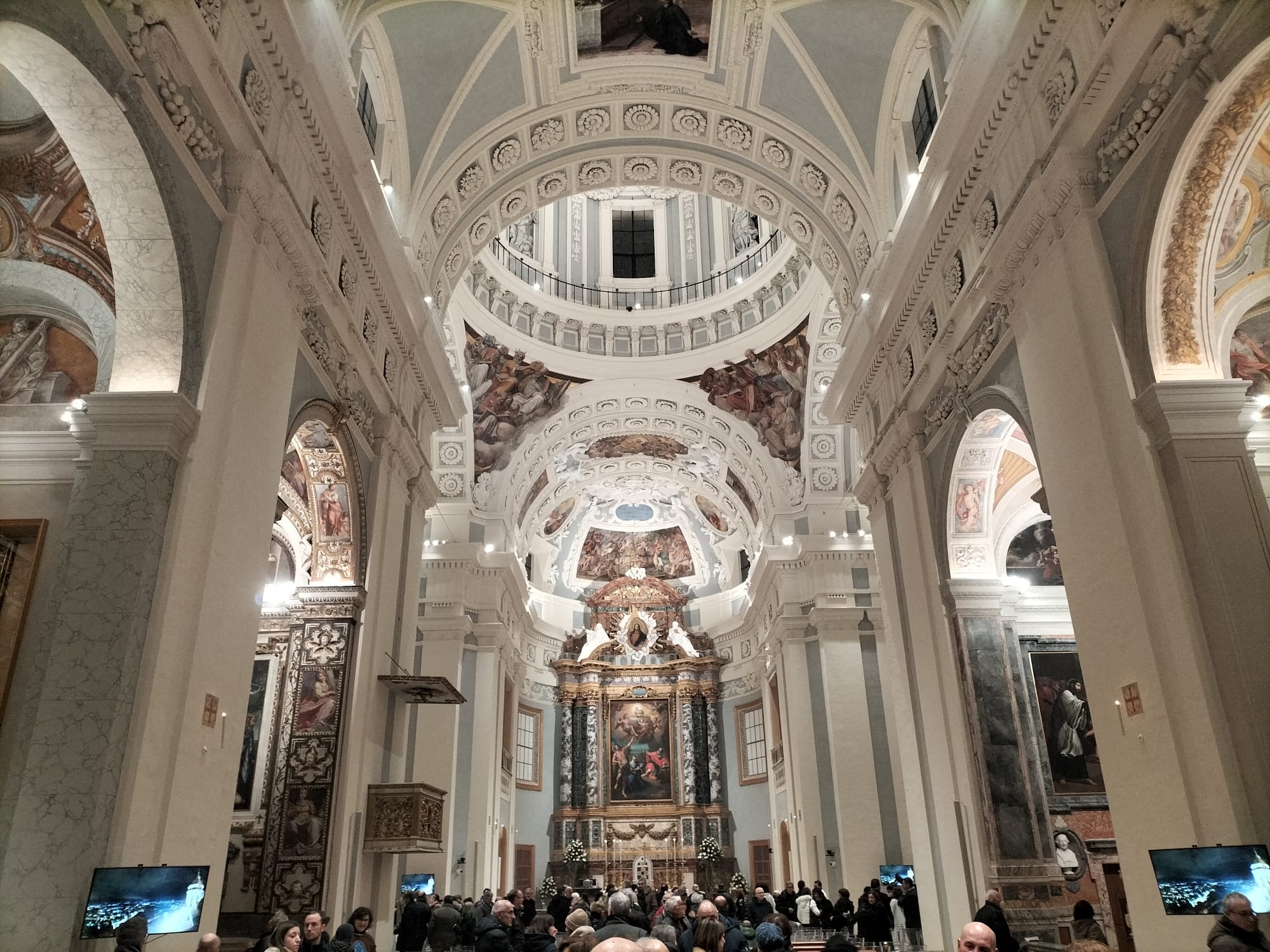

La iglesia de San Juan (en italiano: Chiesa San Giovanni) en Macerata, es una iglesia barroca de inicios del siglo XVII que se encuentra en la plaza Vittorio Veneto. Desde el 17 de diciembre de 2022 es la catedral de la diócesis de Macerata.
Fue diseñada por el arquitecto y canónigo Rosato Rosati, siguiendo el mismo esquema ideado por él anteriormente para la iglesia de San Carlo ai Catinari, en Roma. Está diseñada en el estilo habitual de la Orden de los Jesuitas: una sola nave muy amplia, con profundas capillas laterales, una cúpula imponente con linterna muy elevada, y un campanario (campanile). Fue terminada en 1625 cuando ya había fallecido Rosati.
La fachada, dividida en tres cuerpos, está hecha de ladrillo y mármol travertino trabajado. El cuerpo inferior está ornado con pilastras dóricas, le sigue un friso clásico, y sobre él un segundo piso con pilastras jónicas y rematado por un sencillo frontón clásico. El interior está decorado con mármol policromado y adornos que crean espacios ilusorios, característicos del arte barroco. Las pinturas del ábside y de la cúpula son de Fanelli di Ancona. En la primera capilla hay una pintura de Franceso Boniforti (1594-1671), la única conservada en Macerata de ese artista local. En San Giovanni también se puede admirar El Tránsito de la Virgen, pintura obra de Giovanni Lanfranco. 
La Iglesia, está destinada a convertirse en un auditorio y en sala de exposiciónes al servicio de la ciudad. Por ejemplo, una exposición dedicada al padre jesuita Matteo Ricci, nacido en Macerata en 1552 y muerto en Beijing (China) en 1610.